# Popeye Jones
Ronald Jerome "Popeye" Jones (ur. 17 czerwca 1970 w Dresden) – amerykański koszykarz, występujący na pozycji skrzydłowego, aktualnie asystent trenera w zespole Denver Nuggets.
9 stycznia 1996 roku w spotkaniu z Pacers zanotował 28 zbiórek, ustanawiając rekord kariery oraz klubu Dallas Mavericks. 4 kwietnia tego samego roku ustanowił kolejne rekordy klubu zaliczając 17 zbiórek w trakcie jednej połowy spotkania oraz 12 w jednej kwarcie (3), podczas konfrontacji z Los Angeles Clippers. Wyrównywał też trzykrotnie rekord klubu w liczbie zbiórek w ataku (12) zanotowanych podczas jednego spotkania.
9 listopada 2020 został asystentem trenera Philadelphia 76ers. 26 lipca 2021 dołączył do sztabu trenerskiego Denver Nuggets.

## Osiągnięcia
NCAA
- 2-krotny zawodnik roku Konferencji Ohio Valley (1990, 1991)[4]
- 2-krotny sportowiec roku Konferencji Ohio Valley (1991, 1992)[4]
- 3-krotnie zaliczony do I składu All-Ohio Valley Conference[4]
- Lider NCAA w zbiórkach (1992)[5]
- Uczelnia zastrzegła należący do niego numer 54[4]
- Wybrany do Galerii Sław Sportu stanu Tennessee (2014)[4]

NBA
- Uczestnik Rookie Challenge (1994)[6]
- Lider NBA w łącznej liczbie zbiórek w ataku (1995 – 329)[7]

Trenerskie
- Mistrz NBA (2023 jako asystent trenera)[8]